# Долгинин, Михаил Андреевич
Михаил Андреевич Долгинин — советский и российский актёр театра и кино. Заслуженный артист РСФСР (1987).

## Биография
Родился 1 февраля 1949 года в Москве.
Был принят в Ленинградский государственный академический театр драмы имени А. С. Пушкина в 1975 году, после окончания актёрского факультета Ленинградского государственного института театра, музыки и кинематографии (класс профессора Игоря Горбачева).
Обаяние молодости, заразительность, темперамент позволили Михаилу Долгинину быстро занять ведущее положение среди молодых актёров театра. С первых же сезонов ему поручали не только эпизодические, но и главные роли. Причем его сценическими партнёрами в первом же спектакле — комедии А. Н. Островского «Горячее сердце» (1975) — оказались корифеи Пушкинского театра Василий Васильевич Меркурьев, Юрий Владимирович Толубеев. Молодой актёр с честью выдержал «боевое крещение» рядом с такими признанными мастерами Александринской сцены.
Второй значимой ролью в репертуаре Михаила Долгинина стал молодой Пер Гюнт в одноимённой пьесе Г. Ибсена (1977). В этом спектакле молодому артисту посчастливилось работать с ещё одним замечательным мастером — народным артистом СССР Бруно Фрейндлихом, который играл зрелого Пера Гюнта. Позднее эта роль по праву была названа этапной в творчестве артиста.
Зрители оценили мастерство артиста в ролях классического и современного репертуара.
Наиболее заметными ролями актёра в кино стали Михаил Солдатов в телесериале «Цыган» и роль таксиста Жени в дуэте с Павлом Кадочниковым в детективе «Пропавшие среди живых».
Если в кинематографе артист чаще всего был востребован как определённый тип молодого «социального героя», то театр давал возможность полнее и разностороннее проявить артистическое дарование Михаила Долгинина, который всегда тяготел к комедийным ролям. Именно в театре он сыграл множество острохарактерных ролей.
Давно и успешно занимается театральной педагогикой. По приглашению своего учителя, народного артиста СССР Игоря Горбачёва, он преподавал актёрское мастерство в «Школе русской драмы», где поставил со студентами чеховские водевили «Предложение» и «Юбилей».
Руководит театральной студией при Педагогическом университете имени А. Герцена.

### Фильмография
- 1976 — Если я полюблю — Никита
- 1976 — Старые друзья — Леша Субботин
- 1979 — Цыган — Миша Солдатов
- 1980 — Свадебная ночь — Степан
- 1981 — Пропавшие среди живых — Евгений Хилков
- 1981 — Россия молодая — Егорша Пустовойтов
- 1985 — Возвращение Будулая — Миша Солдатов
- 1991 — Сны о Гоголе —
- 2001 — Чёрный ворон — Партрог
- 2001, 2003 — Агент национальной безопасности 3 и 4 сезон — Олег Григорьевич Медведев, банкир и полковник Нефёдов (33 серия Свидетель), начальник службы безопасности АЭС (в 45—46 серии Тигры не знают страха)
- 2001 — Крот — майор милиции
- 2002 — Марионетки —
- 2002 — Тайны следствия 2 — Юрий Царицин - оборотень, сотрудник ОРБ
- 2003 — Бедный, бедный Павел — придворный Разумовский
- 2003 — Кобра. Антитеррор — Василий
- 2004 — Господа офицеры — брат Петрова
- 2004 — Потерявшие солнце — отец невесты
- 2005 — Всё золото мира — Миштутин
- 2005 — Улицы разбитых фонарей-7 — Юрий Геннадиевич Сонич (в серии Женщина моей мечты)
- 2005 — Опасное напряжение
- 2006 — Бандитский Петербург. Фильм 9. Голландский пассаж — Дмитрий Александрович
- 2006 — Морские дьяволы — Рахманинов
- 2006 — Фото на память
- 2006 — Опера-2. Хроники убойного отдела
- 2007 — Дюжина правосудия — Герман Борисович Залуцкий, 55 лет, директор торговой фирмы, присяжный заседатель
- 2007—2008 — Гаишники — главврач
- 2008 — Мамочка, я киллера люблю — Андрей Леонидович Алдонин, подполковник
- 2008 — Оперативная разработка — судья Пичугин
- 2008 — Слепой-3. Программа убивать — Чернышёв Иван Иванович
- 2009 — Группа Zeta Фильм Второй — человек в штатском
- 2010 — Последняя встреча — охранник Брежнева
- 2010—2011 — ППС — Андрей Ильич
- 2010 — Возмездие
- 2010 — Литейный, 4 — Савицкий (в серии Возмездие)
- 2011 — Маяковский. Два дня — Антон Ильич Лавровский
- 2011 — Честь — Родионов, полковник
- 2011 — Защита свидетелей — Виктор Петрович Быков, замглавы районной администрации
- 2011 — Дорожный патруль 11
- 2011 — Опергруппа 2 — дежурный врач
- 2012 — Время Синдбада — Павел Луценко
- 2012 — Груз — Сергей Иванович Кураев
- 2012 — Улицы разбитых фонарей 12 — Василий Федоров, отец Галины
- 2012 — Личные обстоятельства — нарколог
- 2012 — Зимний круиз — Павел Александрович, замминистра МВД
- 2012 — Катерина 4. Другая жизнь — Вячеслав Павлович Дерябин, начальник порта
- 2013 — Крик совы — Дмитрий Александрович Игнатов, 2-й секретарь Островского горкома КПСС
- 2013—2014 — Кулинар 2 — генерал-полковник
- 2013—2014 — Чужой район 3 — Илья Ефимович, ювелир
- 2014 — Морские дьяволы. Смерч 2 — генерал Захаров
- 2014 — Тайны следствия 14 — генерал
- 2015 — Охотники за головами — Егорыч
- 2015 — Такая работа — Аркадий Владимирович Баранов

### Театральные работы
- 1975 — «Горячее сердце» А. Н. Островского — Гаврила
- 1975 — «Вечерний свет» А. Н. Арбузова — Дима
- 1975 — «Иней на стогах» Л.Моисеева — Захар
- 1976 — «Чти отца своего» В.Лавреньева — Сева
- 1976 — «Зеленая птичка» К.Гоцци — Ренцо
- 1977 — «Ивушка неплакучая» М. Н. Алексеева — Павлик
- 1977 — «Пер Гюнт» Г.Ибсена — молодой Пер Гюнт
- 1978 — «Плоды просвещения» Л. Н. Толстого — Семен
- 1979 — «Пока бьется сердце» Д. Я. Храбровицкого — Сережа
- 1980 — «Тринадцатый председатель» А. Х. Абдуллина — Закиров
- 1981 — «Унтиловск» Л. М. Леонова — Аполлос
- 1981 — «На большой дороге» А. П. Чехова — Федя
- 1982 — «Отец Горио» Оноре де Бальзака — Растиньяк
- 1984 — «Капитанская дочка» А. С. Пушкина — Гринёв
- 1984 — «Женитьба Бальзаминова» А. Н. Островского — Мишенька Бальзаминов
- 1985 — «Фельдмаршал Кутузов» В.Соловьева — Денис Давыдов
- 1988 — «Торможение в небесах» Р.Солнцева — Железнов
- 1990 — «Чайка» А. П. Чехова — Медведенко;
- 1990 — «Александр Невский» В.Белова — Ждан
- 1990 — «Сказки старого Арбата» А. Н. Арбузова — Левушка
- 1991 — «Не все коту масленица» А. Н. Островского — Ипполит
- 1992 — «Романсы с Обломовым» по И. А. Гончарову — Обломов
- 1992 — «Блэз» К.Манье — Блэз
- 1994 — «Горя бояться — счастья не видать» С. Я. Маршака(реж. Нора Райхштейн) — солдат Иван
- 1996 — «Три сестры» А. П. Чехова (реж. Р.Горяев)— штабс-капитан Солёный
- 1998 — «Пигмалион» Б.Шоу (реж. А.Белинский)— полковник Пиккеринг
- 1999 — «Борис Годунов» А. С. Пушкина (реж. А.Сагальчик) — Рожнов
- 2000 — «Пара гнедых» А.Белинского— Нюнин
- 2002 — «Женитьба» Н. В. Гоголя (реж. А.Галибин) — Кочкарев
- 2002 — «На всякого мудреца довольно простоты» А. Н. Островского(реж. Голуб) — Городулин
- 2004 — «Тринадцатый номер» Р.Куни — Управляющий
- 2004 — «Ангажемент» по Ю.Князеву и А. П. Чехову (реж. А.Галибин)— Андрей
- 2005 — «Двойник» Ф. М. Достоевского (реж. В.Фокин) — Владимир Семенович
- 2006 — «Ревизор» Н. В. Гоголя — Почтмейстер
- 2007 — «Цветы для Чарли» Д.Киза (реж. И.Сакаев) — доктор Штраус

## Награды и звания
- Медаль Пушкина (17 апреля 2006 года) — за большой вклад в развитие театрального искусства и достигнутые творческие успехи[1].
- Заслуженный артист РСФСР (4 февраля 1987 года) — за заслуги в области советского театрального искусства[2].